# Belgrandia mariatheresiae
Belgrandia mariatheresiae е вид коремоного от семейство Hydrobiidae. Видът не е застрашен от изчезване.

## Разпространение
Разпространен е в Италия.